# یواس‌اس نورمن اسکات (دی‌دی-۶۹۰)
یواس‌اس نورمن اسکات (دی‌دی-۶۹۰) (به انگلیسی: USS Norman Scott (DD-690)) یک کشتی بود که طول آن ۳۷۶٫۴ فوت (۱۱۴٫۷ متر) بود. این کشتی در سال ۱۹۴۳ ساخته شد.